# Данія Хагул
Данія Хагул (7 лютого 1999) — лівійська плавчиня.
Учасниця Олімпійських Ігор 2016 року, де в попередніх запливах на дистанції 100 метрів брасом посіла 44-те (останнє) місце і не потрапила до півфіналів.